# Turmhügelburg Winterbach

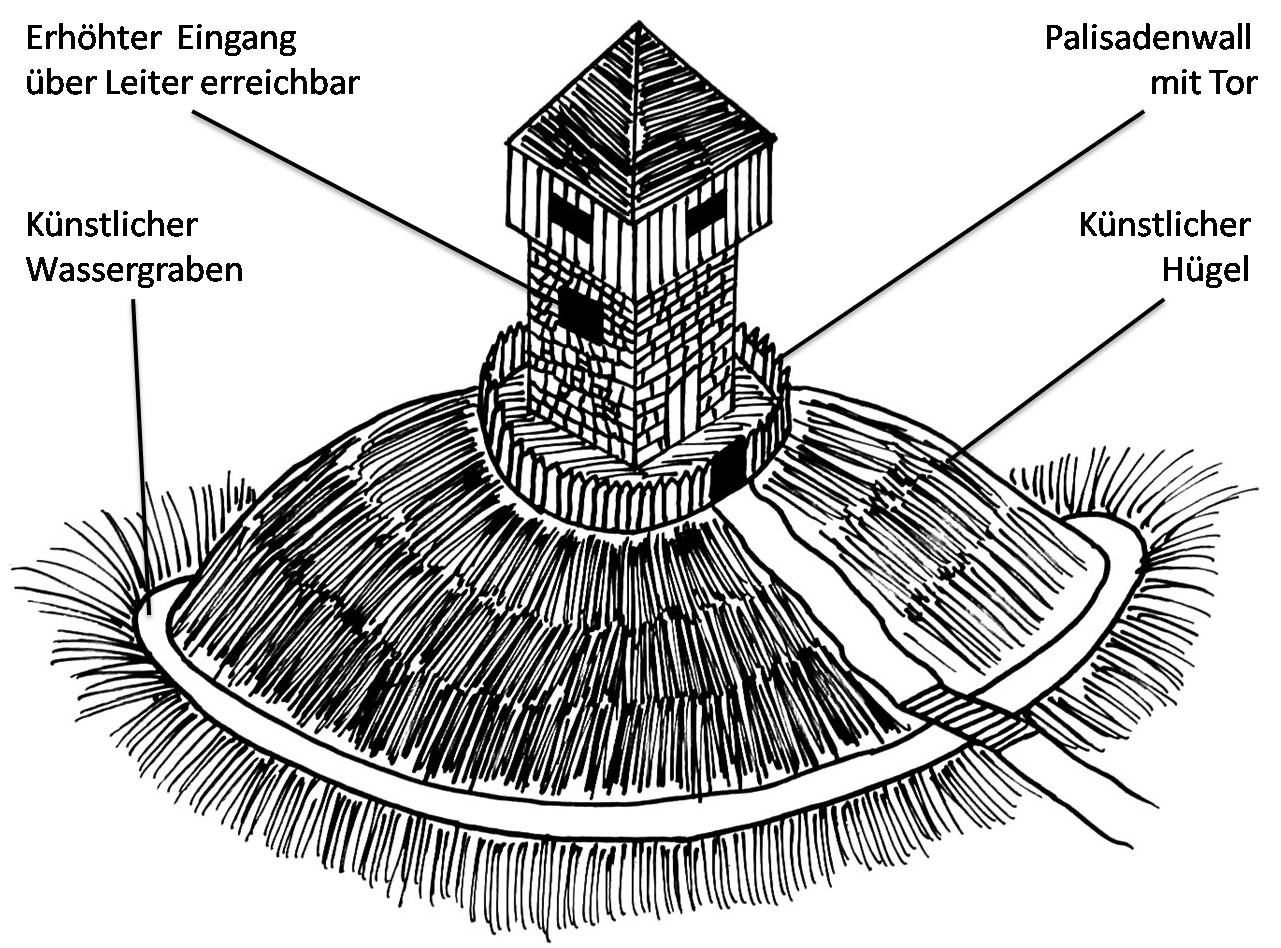
Beispiel einer einfachen Turmhügelburg des frühen Mittelalters

Die Turmhügelburg Winterbach war eine abgegangene Motte auf der Markung der Gemeinde Winterbach im baden-württembergischen Rems-Murr-Kreis. Über die Geschichte der Befestigung ist nichts mehr bekannt.

## Geschichte
Der Burghügel befand sich zwischen der Hauptstraße, der Seestraße, Mühlstraße und der Neuen Gasse und war bis zu der Bebauung des Gebiets gut sichtbar. Im Zuge der Erdarbeiten für das Neubaugebiet wurde der Hügel eingeebnet und so unwiederbringlich zerstört.
Der einzige archivalische Hinweis auf eine Burg gibt ein Zinsbüchlein aus dem Jahre 1400. In diesem ist von einem Burggraben (Burckhusgraben) und einer Burgwiese bei der Remsmühle (burgwieß by der mulin) die Rede. Ein Adelsgeschlecht kann der Burg nicht eindeutig zugeordnet werden.
Winterbach war im Mittelalter ein bedeutender Ort und ein altes Hausgut der Salier. In späteren Zeiten waren die Herren von Urbach in Winterbach begütert. 1467 veräußerte Agatha von Baldeck, Witwe des Walter von Urbach, Güter in Winterbach an Graf Ulrich V. von Württemberg.